# Rudolf Cramer von Clausbruch (Offizier)
Gustav Rudolf Cramer von Clausbruch (* 7. März 1864 auf Rittergut Czernewitz bei Thorn; † 20. August 1916 in Üsküb (Skopje)) war ein deutscher Offizier, zuletzt Oberstleutnant im Ersten Weltkrieg.

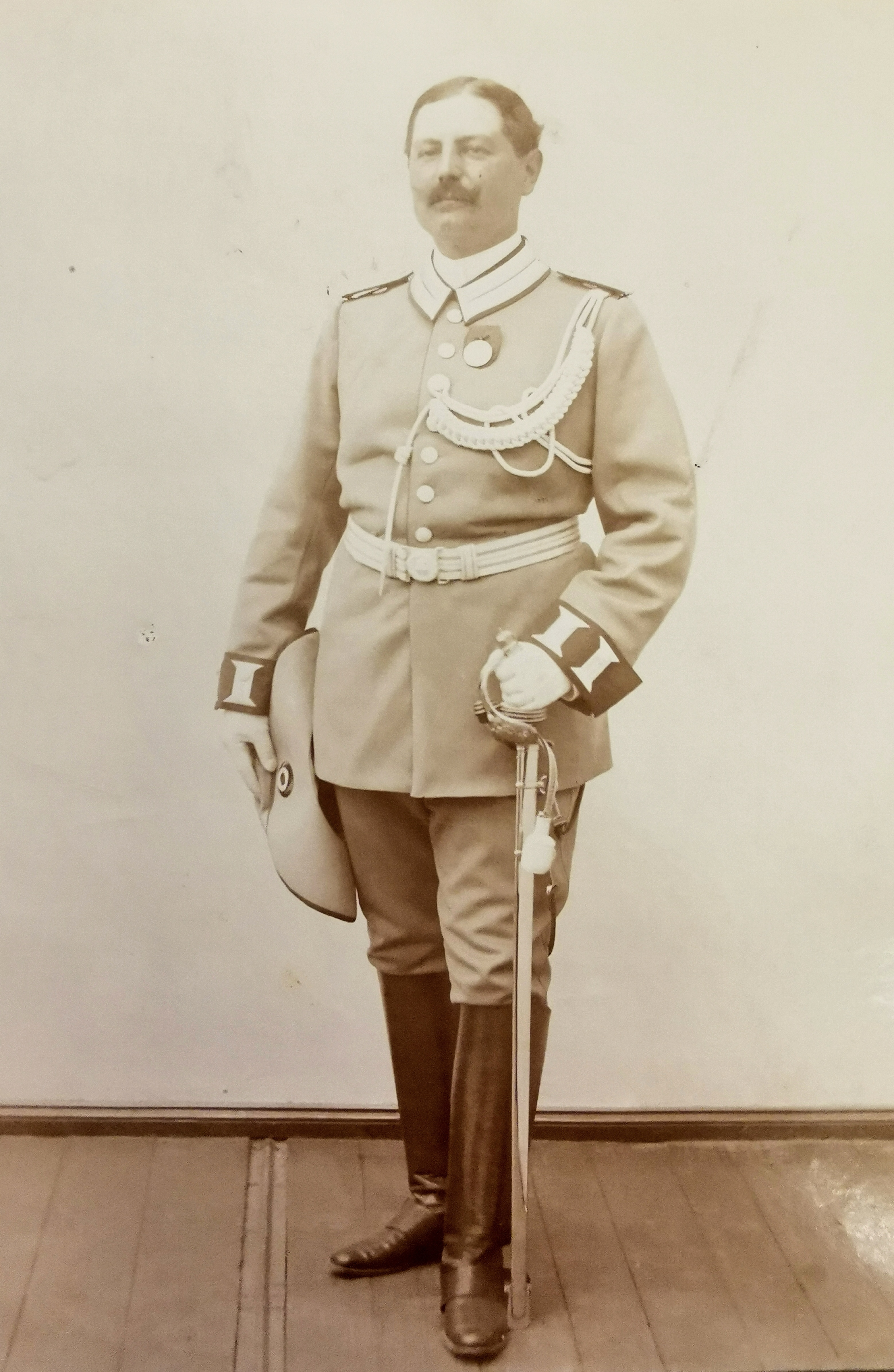
Rudolf Cramer von Clausbruch (Offizier)

## Leben

### Familie
Er war der Sohn des Landwirts, Dampfziegeleibesitzers und Amtsvorstehers in Tornschau, Albert Wilhelm Cramer von Clausbruch (1829–1908) und dessen Ehefrau Marie Luise, geborene Caesar (1839–1914). Sie war eine Schwester von Rudolf Otto Caesar. Cramer hatte zwei Schwestern sowie fünf Brüder. Er verheiratete sich mit Alexandra Suhr aus Riga. Aus der Ehe gingen die Töchter Hedwig (* 7. Oktober 1903) und Ruth (* 4. März 1905 in Heidelberg) sowie der Sohn Albert (* 24. Dezember 1907 in Gumbinnen) hervor.
Weitere bekannte Familienmitglieder waren Wolfgang Pohl, Hermann Seeger (Ehemann der Schwester Marie) und der Neffe Rudolf Cramer von Clausbruch.

### Militärkarriere
Cramer trat nach dem Besuch des Gymnasiums in Halberstadt 1883 als Fahnenjunker in das Infanterie-Regiment „Graf Tauentzien von Wittenberg“ (3. Brandenburgisches) Nr. 20 der Preußischen Armee ein, avancierte 1884 zum Fähnrich, 1885 zum Sekondeleutnant, 1893 zum Premierleutnant sowie 1899 zum Hauptmann und Kompaniechef. Mit dem 6. Mai 1900 trat er zur Kaiserlichen Schutztruppe für Kamerun über und wurde als Leiter der Militärstation Joko eingesetzt. 
Von Bedeutung war sein gegen die ausdrückliche Anweisung des Gouverneurs Jesko von Puttkamer durchgeführter Zug nach dem Hochland von Adamaua. Er besetzte am 28. August 1901 Ngaundere und marschierte, auf die Nachricht von der Vertreibung des Amir Djubayru von Adamawa durch die Briten, gegen Garua, wo er den Truppen des Amir eine schwere Niederlage beibrachte. Gouverneur Puttkamer berief ihn unmittelbar darauf zurück. Cramers eigenmächtiger Adamawa-Zug leitete die Eroberung Nordkameruns durch die deutschen Schutztruppe ein und war damit von herausragender Bedeutung für die weitere Entwicklung der deutschen Kolonie. Er erhielt den Roten Adlerorden IV. Klasse.
1902 trat er in die Preußische Armee zurück und wurde dem Grenadier-Regiment „Kaiser Wilhelm I.“ (2. Badisches) Nr. 110 in Heidelberg zugewiesen. 1906 wurde er für ein Jahr nach Russland beurlaubt, 1907 als Kompaniechef in das Füsilier-Regiment „Graf Roon“ (Ostpreußisches) Nr. 33 nach Gumbinnen versetzt und unter dem 16. Juni 1911 zum Major beim Stab ernannt. Noch im gleichen Jahr erfolgte die Versetzung zum Stab des 8. Ostpreußischen Infanterie-Regiments Nr. 45. Am 27. Januar 1913 wurde er zum Kommandeur des I. Bataillons des Infanterie-Regiments „Graf Dönhoff“ (7. Ostpreußisches) Nr. 44 in Goldap ernannt. 
Am Ersten Weltkrieg nahm er, ab 1916 als Oberstleutnant, als Kommandeur des Infanterie-Regiments „Graf Dönhoff“ (7. Ostpreußisches) Nr. 44, des Landwehr-Infanterie-Regiments Nr. 49. Zuletzt befehligte er das 1. Masurische Infanterie-Regiment Nr. 146 auf dem Balkan. Dort verstarb Cramer im Kriegslazarett Üsküb (Skopje) in Mazedonien an Typhus.